# Takydromus smaragdinus
Takydromus smaragdinus (довгохвостка смарагдова) — вид ящірок родини ящіркових (Lacertidae). Ендемік Японії.

## Поширення і екологія
Смарагдові довгохвостки мешкають на островах в центральній частині архіпелагу Рюкю, зокрема на островах Токара, Амамі і Окінава. Вони живуть на луках і в чагарниках. Живляться комахами і павуками. Відкладають яйця в період з квітня по серпень.

## Збереження
МСОП класифікує стан збереження цього виду як близький до загрозливого. Takydromus smaragdinus загрожує знищення природного середовища.